# Felix Meo
Felix James Meo (Wellington, 3 april 1997) is een Nieuw-Zeelands wielrenner.

## Carrière
In zowel 2022 als 2023 nam Meo deel aan het wereldkampioenschap gravel. Zijn beste klassering was plek 25 in de eerste editie.
In 2025 werd Meo prof bij Team Solution Tech-Vini Fantini, dat hem na drie seizoenen overnam van het Duitse Maloja Pushbikers. Zijn debuut voor de ploeg maakte hij in de GP La Marseillaise. In maart maakte hij zijn debuut in de UCI World Tour, toen hij aan de start stond van Milaan-Sanremo. In La Primavera eindigde hij op de voorlaatste plaats.

## Palmares

### Resultaten in voornaamste wedstrijden
| Jaar | Milaan-San Remo |
| ---- | --------------- |
| 2025 | 168e            |

## Ploegen
- 2019 –  Team Colpack
- 2020 –  Team Vorarlberg Santic
- 2021 –  Team Vorarlberg
- 2022 –  Maloja Pushbikers
- 2023 –  Maloja Pushbikers
- 2024 –  Maloja Pushbikers
- 2025 –  Team Solution Tech-Vini Fantini

Benz-Kuch · Bertazzo · Bichlmann · Davis · Evans · Finetto · Fortin · Klotz · Kopper · Meo · Reißig · Rudys · von Stetten · Weber · Wollenberg